# Ayrum
Ayrum (in armeno Այրում?, Ayrowm) è una città di 2 381 abitanti (2008), situata nella provincia di Tavush in Armenia.